# Mathis Emy8
La Emy-8 era una famiglia di autovetture di lusso, prodotte tra il 1929 ed il 1934 dalla casa automobilistica francese Mathis.

## Profilo
Questa famiglia di autovetture sancì il ritorno della Casa di Strasburgo nel settore della auto di lusso, dal quale era assente da quasi dieci anni. L'ultima vettura di fascia molto alta fu infatti la Type Z, tolta di produzione nel 1920.

La famiglia delle Emy-8, come suggerisce il nome, era equipaggiata per intero da possenti motori ad 8 cilindri, tutti con distribuzione a valvole laterali, come sulla maggior parte della produzione Mathis. Anche la trasmissione non proponeva nulla di nuovo rispetto al resto della produzione Mathis a cavallo tra gli anni venti e trenta. La frizione era monodisco a secco, mentre il cambio era a quattro marce e ad innesti silenziosi.

A seconda della versione, la Emy-8 montava diversi tipi di telaio che si differenziavano tra loro per la lunghezza del passo.

### Emy-8 KFON
La più grossa ed imponente Mathis mai costruita era la Emy-8 della serie KFON, che utilizzava un grosso telaio da 3.5 m di interasse, versione allungata del telaio FON utilizzato sull'omonima serie delle Mathis Emy-6, e montava un motore da 5264 cm³. 

Si trattò anche della più costosa Mathis della storia, essendo proposta ad un prezzo di listino di oltre 100 000 franchi: tanto per fare un paragone, la seconda Mathis per costo ed imponenza, la Emy-6 FO, arrivava a costare poco meno di 63 000 franchi. La Emy-8 KFON fu quindi una vettura dal prezzo proibitivo e furono pochissimi, quindi, gli esemplari venduti.

Già nel 1931 le KFON furono tolte di produzione.

### Le altre versioni
Alla KFON subentrarono altre nuove versioni, ma di cilindrata molto più ridotta, pur facendo parte in ogni caso della fascia di lusso.

Tali versioni furono tre e vennero commercializzate contemporaneamente.

Tali versioni erano equipaggiate da un 8 cilindri in linea, in cui non vi era una testata unica, ma due "semi-testate" che andavano a sormontare 4 cilindri per ognuna, e che non erano altro che le testate utilizzate sulle ben più piccole Mathis Emy-4. Il resto della meccanica ricalcava quanto già visto sulla KFON, tranne alcuni particolari nel cambio. 

La prima versione era la HYP, che utilizzava un telaio molto più corto di quello della KFON, dal passo di 2.735 m. Questo telaio derivava direttamente da quello della Type MYN opportunamente rinforzato. Tale versione era considerata sportiveggiante, perché in effetti era più leggera ed agile. La HYP montava un motore da 3050 cm³ ed un cambio a tre marce con innesti silenziosi.

La velocità massima era di 130 km/h.

La seconda versione proposta era la HYM, che montava lo stesso motore della HYP, ma era a vocazione più familiare: utilizzava infatti un telaio da 3.05 m di interasse, adatto al montaggio di carrozzerie di tipo berlina a 5 posti. Il cambio era a tre o quattro rapporti, con innesti silenziosi. A richiesta era possibile avere il dispositivo della ruota libera. La HYM fu tolta di produzione nel 1933.

La terza versione era la FOH, l'unica ad essere proposta in due varianti di passo, 3.15 e 3.35 m.
La meccanica riprendeva quella delle altre versioni, ma per la versione a passo allungato era disponibile anche un motore più grande, della cilindrata di 3517 cm³. La trasmissione era identica a quella della HYM, con possibilità di avere tre o quattro marce e di avere o no il meccanismo della ruota libera.

La velocità massima variava tra i 110 ed 135 km/h a seconda del motore e della carrozzeria.

La FOH fu prodotta fino alla  fine del 1934: gli ultimi esemplari erano già marchiati Matford.